# Daltjärnen (Piteå socken, Norrbotten, 726982-170629)
Daltjärnen är en sjö i Piteå kommun i Norrbotten och ingår i Åbyälvens huvudavrinningsområde. Daltjärnen ligger i Åbyälven Natura 2000-område.